# 旺角

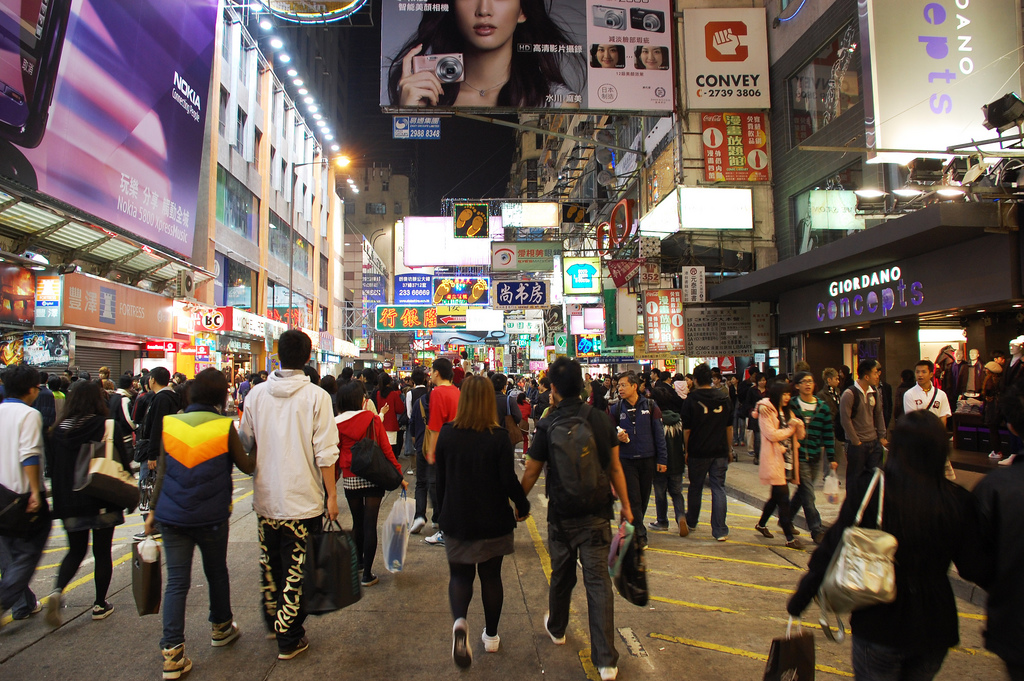
繁華的旺角西洋菜南街

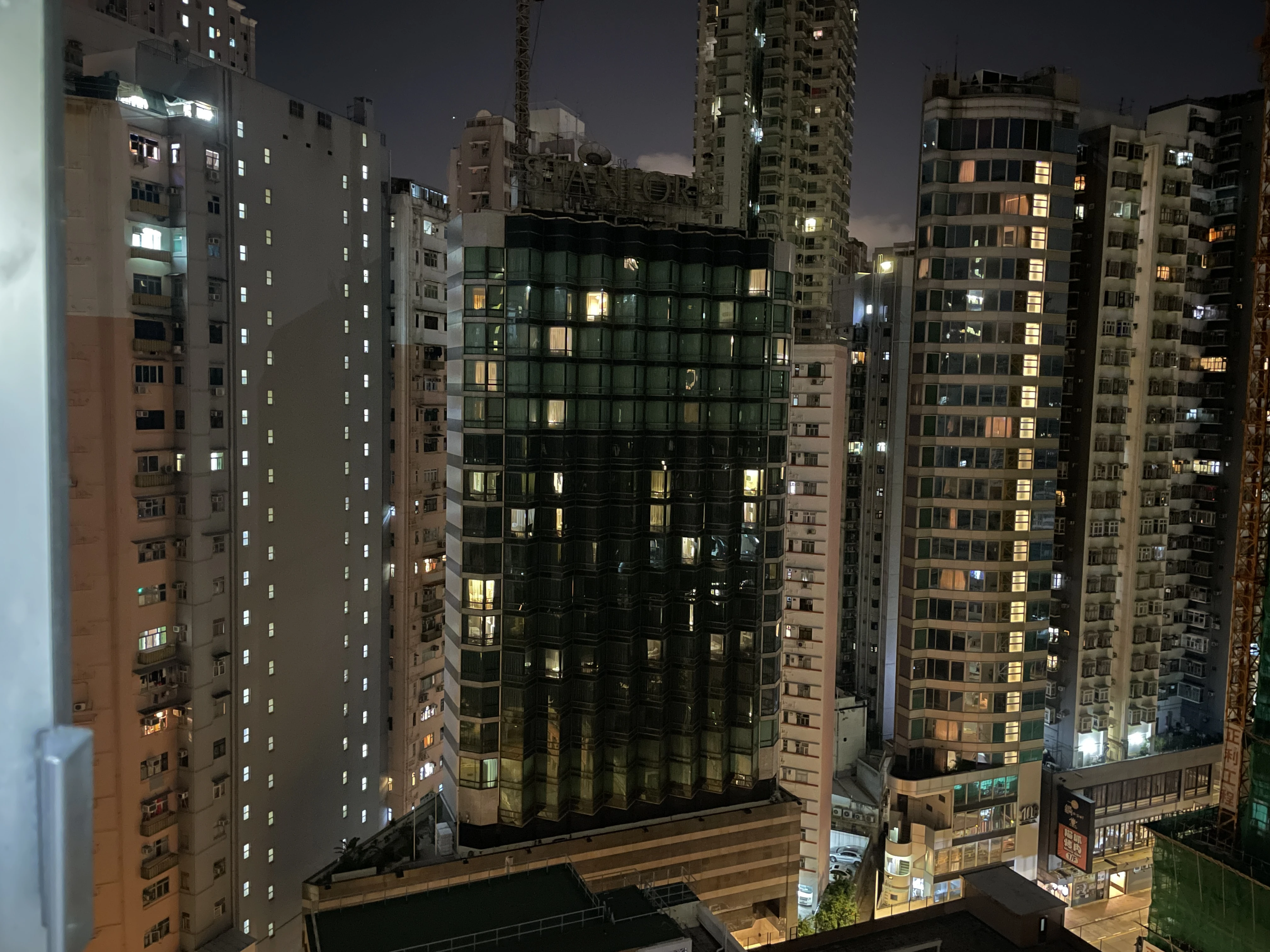
旺角新舊樓宇林立

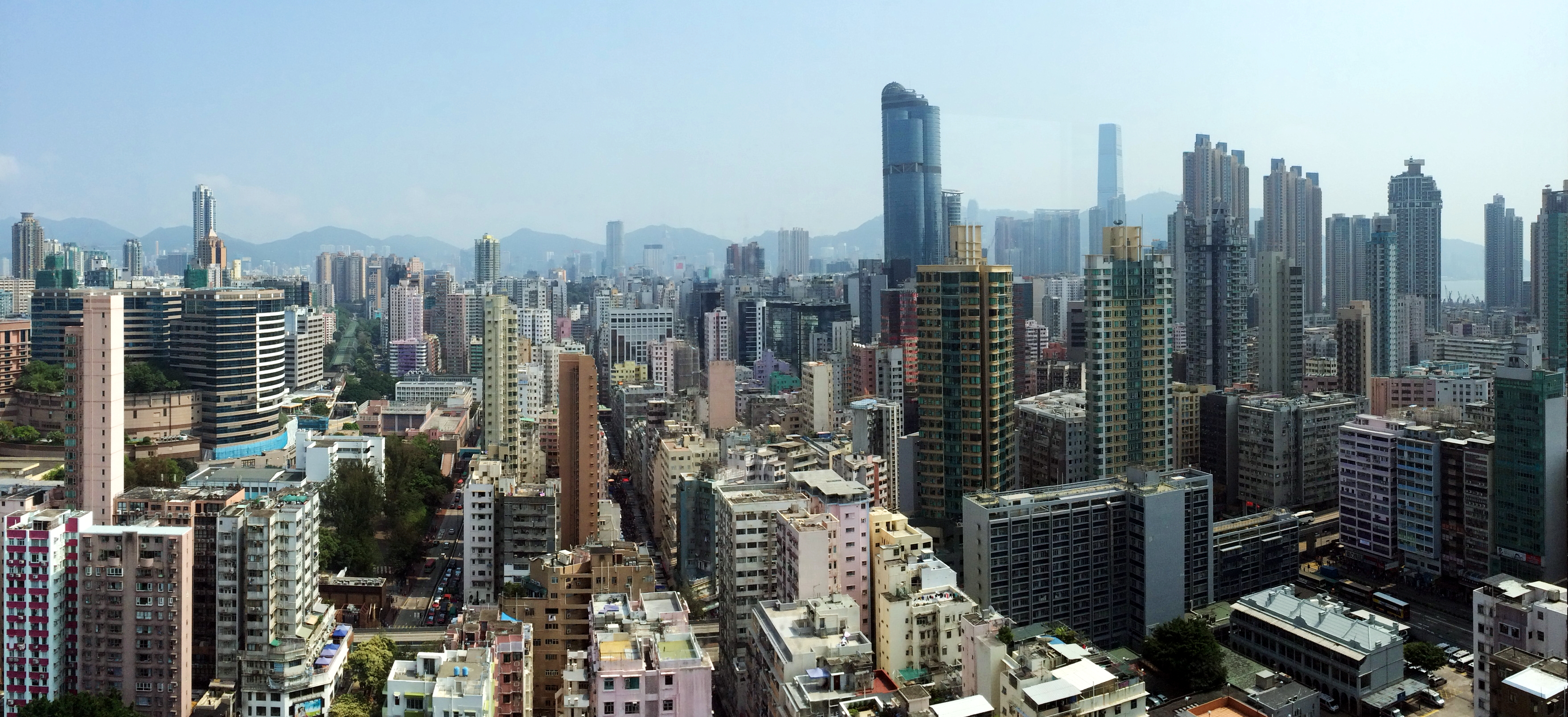
從高處上看旺角

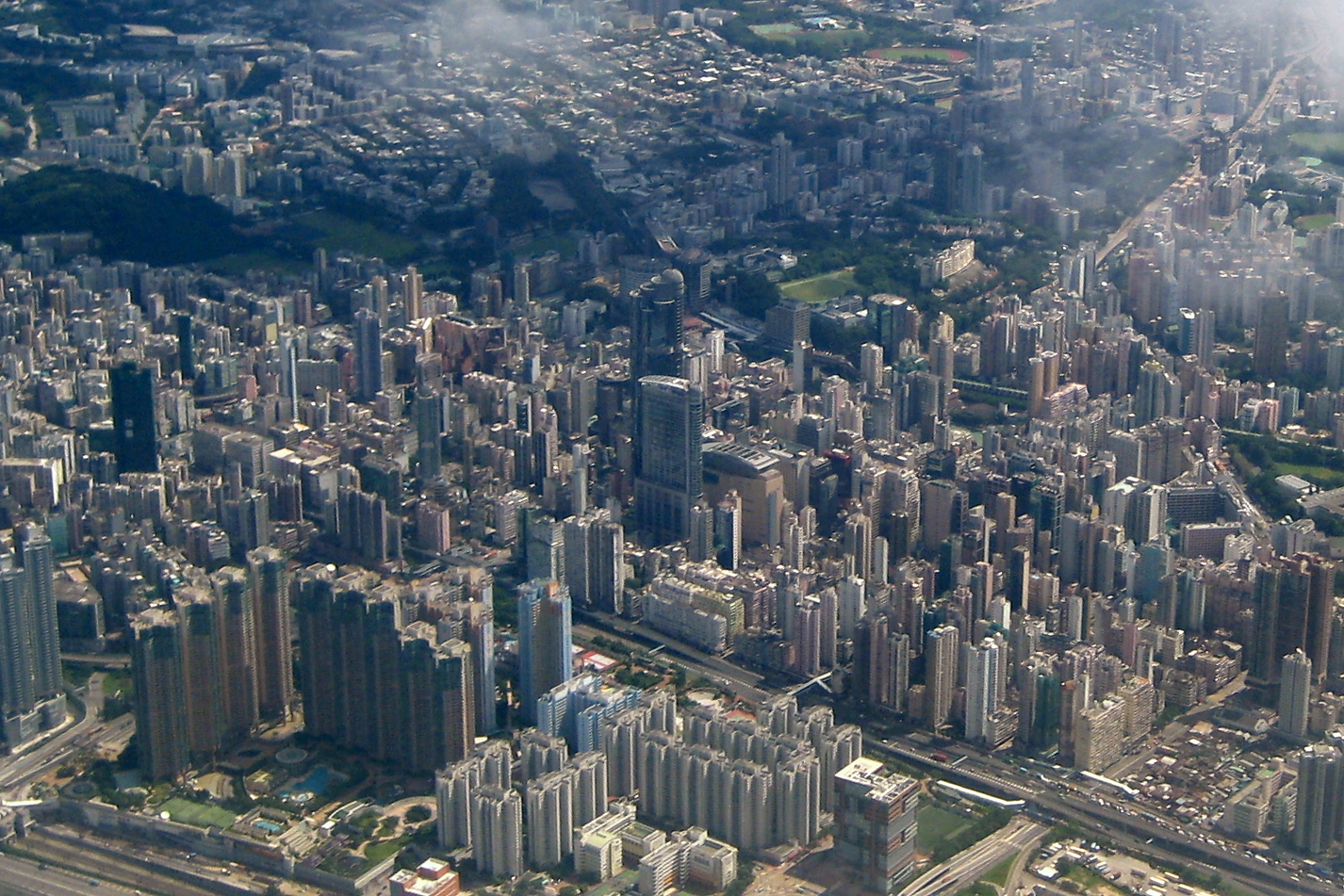
從航機上俯瞰旺角

旺角（英語：Mong Kok），舊稱芒角、望角，是香港九龍西部的一個已消失的海角，位於油尖旺區北部，現為香港著名的旅遊和購物區之一。
旺角新舊樓宇林立，新型摩天大廈、舊式唐樓、繁華街道與排檔縱橫交錯分佈，是世界一大都市景觀。以彌敦道為界，購物中心集中在東面，而西面則以傳統民生活動為主。區內交通發達，有巴士及港鐵（荃灣綫和觀塘綫），更有專線小巴通宵行駛。
旺角的人口密度極高，平均密度約每平方公里13萬人，地積比率約為4倍。假日時，彌敦道和西洋菜南街一帶常人流擁擠，水洩不通。

## 範圍
在旺角未被併入油尖旺區以前，當時旺角區議會的範圍北至界限街(以北接深水埗塘尾及石硤尾窩仔山）、東至以九廣鐵路路軌為界(以東為何文田及加多利山)、南至登打士街（以南為油麻地，惟橫跨登打士街的油麻地避風塘則全屬於油尖區）、西面服務範圍亦包括大角咀，而旺角大角咀兩地則以渡船街及塘尾道連接(以西為大角咀及旺角西填海區)。
西九龍填海工程完成後，油麻地避風塘位於櫻桃街以南，渡船街以西奧海城至富榮花園一帶的新填海地段則被官方稱為旺角西。同時由於早年地下鐵路車站命名的關係，弼街至界限街一帶的地方亦會被部分人稱為「太子」，由於只是民間稱謂，故未包括在官方地圖中，情況與佐敦和天后近似。

## 歷史
旺角古稱芒角，古時此處芒草叢生而地形像一隻牛角伸入海，故稱為芒角咀，附近的村落便名為芒角村。芒角這一地名，見於清代嘉慶二十四年（西元1819年）刊行的《新安縣志》。但芒角的歷史比文獻記載早上一千多年，至少在東漢時期已經有村民定居，在區內的通菜街和豉油街交界處，曾經發掘出大量東漢、晉朝和唐朝陶器和製陶工具。今日繁忙的彌敦道起初是海岸邊，古人在此就地取材，燒貝殼造灰窰。
根據《新安縣誌》，芒角村位於今日的弼街與通菜街、西洋菜街、花園街一帶，背靠一小山，村民主要是客家人，以種菜（以西洋菜及通菜為主）、種花、養豬和養雞為生。1860年起，芒角作為九龍半島的一部分割讓給英國，村民紛紛把所種的花朵、蔬菜和所養的禽畜運往香港島出售。由於他們多乘坐蜑民的船隻渡海，而當時蜑民水上人呼「芒」為「望」，因此英國人依照蜑民的口音，把芒角叫作。大約在1880年代初起，望角取代芒角成為該地地名。而在1887年憲報內，政府已開始使用旺角一詞。
旺角的發展晚於油麻地。1900年代初，香港政府開始在望角咀海邊一帶填海及興建避風塘，設立碼頭和道路，新發展區正式定名為旺角，取其興旺之意，被華文報章所使用。原有積水菜田為避免滋生蚊蟲而被填平，當地發展出洗衣及染布等輕工業。至1918年，人口增至五千。芒角村於1920年代中清拆，讓路予城市發展。旺角取代望角成為該地的主要名字，旺角的英文譯名則沒有改變，至今仍有水上人叫旺角為望角。戰前的旺角是個工業區，製煙廠、棉織廠及五金廠林立。1932年因為地租便宜，八珍甜醋總店在旺角開辦。在1950年代起該區逐漸轉型為商住區。
旺角彌敦道以西都是填海得來的土地，現在的新填地街是1950年代前的海岸。50至70年代，西區比東區熱鬧，時至今日剛好相反，旺角也已成為一個極為繁盛的購物區和住宅區，同樣亦為九龍西直通新界和港島各區的最大樞紐。

## 特色
特式街道：

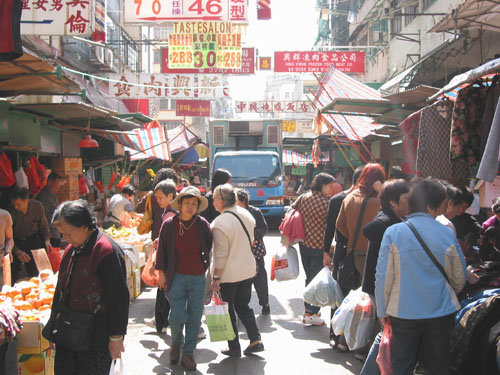
廣東道旺角街市，廣東話「街市」即市場

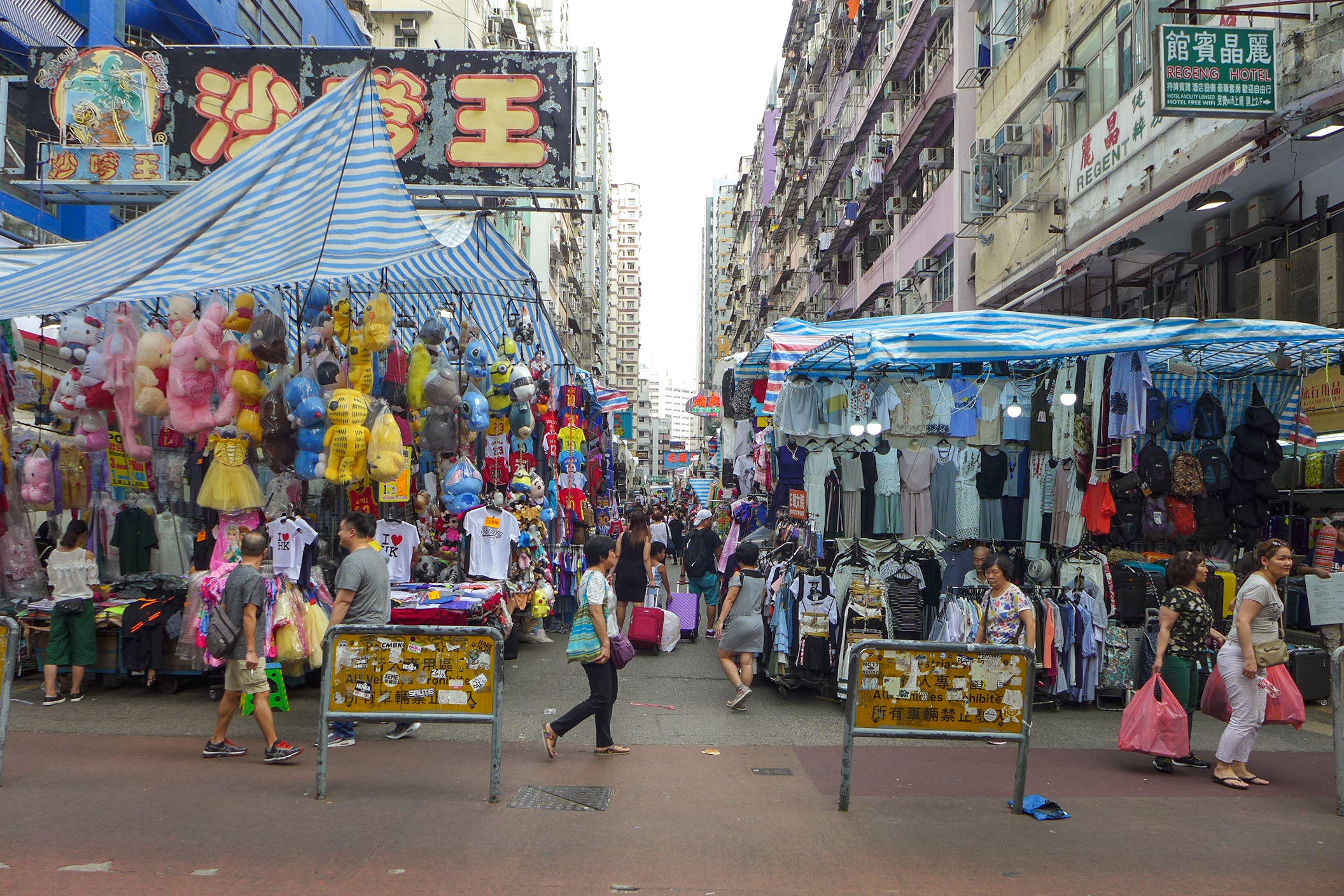
通菜街為露天小販購物區，街道兩旁排檔林立，主要販賣衣服及飾物，故被稱為女人街

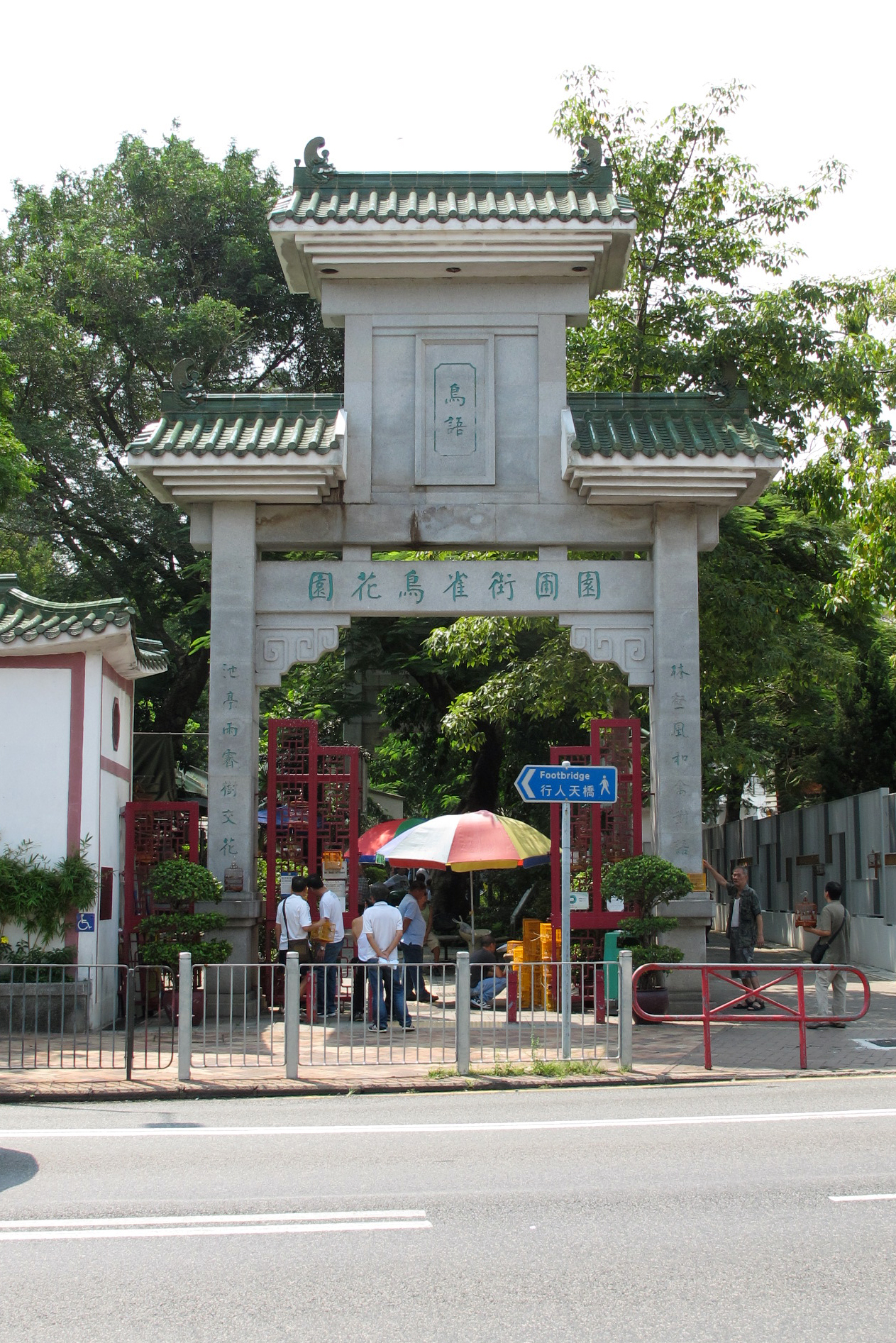
園圃街雀鳥公園入口牌坊

旺角朗豪坊的扶手電梯

- 花墟道——位於旺角北部，因批發及零售花卉的店舖林立而得名。
- 金魚街——即通菜街貫穿旺角道至水渠道一段，因售賣飼養魚的店舖林立而得名。
- 西洋菜南街——與女人街並排而立，售賣潮流服飾、電子產品及小食的商舖林立，是深受香港年青人歡迎的消費熱點之一。
- 波鞋街——即花園街位處亞皆老街以南部分，因售賣運動鞋等運動用品店舖林立而得名。
- 女人街——即通菜街貫穿登打士街至亞皆老街之一段。因售賣服裝、化妝品、擺設等女士用品等而得名。
- 槍街——即廣華街，因售賣氣槍與軍用品店舖林立而得名，與接連的仁安大廈商場並名為槍街，是香港野戰愛好者必到熱點。
- 登打士街——與女人街及西洋菜南街接壤，滿街都是售賣小食的商舖及具特色的咖啡店[8]，是深受香港年青人歡迎的地方之一。
- 豉油街——相傳以前有醬油廠設於該地，因而得名。
- 砵蘭街——原為半公開紅燈區，現為綜合商業區，包括裝修材料用品店舖和朗豪坊。
- 上海街——有不少與中國傳統有關的店舖。
- 雀仔街——即康樂街，以售賣雀鳥的街檔而得名。康樂街於1998年因市區重建而清拆，店主被安排遷至鄰近旺角東站的園圃街雀鳥花園，原址則興建綜合發展區「朗豪坊」。朗豪坊包括5星級的朗豪酒店、一幢寫字樓及一個樓高十多層，附設電影院、百貨公司及多間食肆的大型購物商場，而該商場在佔中後取代海港城成為九龍西倒數旺地之一。
- 旺角道——50年代至70年代，即填海後20年間，是三行工人的住處。
- 奶路臣街——50年代至70年代，即填海後20年間，是住宅區和家庭主婦的集散地。90年代末起，整條奶路臣街被朗豪坊及朗豪酒店分為東西兩段。東段從砵蘭街至西洋菜南街一處不可行車，並屬港鐵旺角站E1及E2出口所在地。而西段為街市，尤其是賣海鮮。
- 山東街——50年代至70年代，即填海後20年間，是最直接到旺角碼頭坐船的路段，也是三行工人待業的集散地。1972年起與彌敦道成為陸路交通樞紐。

商場：
朗豪坊、MOKO 新世紀廣場、旺角電腦中心、信和中心、好景商場、星際城市、先達廣場、旺角中心、Chic之堡、潮流特區、旺角新之城、兆萬中心、皆旺商場、瓊華中心、家樂坊、奧海城、海富商場、THE FOREST及T.O.P。
行人天橋系統：
- 旺角行人天橋系統——位于旺角道、洗衣街及弼街，連接旺角站B3出口至旺角東站C出口、新世紀廣場。橫跨彌敦道的部分已於2021年9 月啟用。

已不存在：
- 旺角行人專用區——港府於2000年設立的行人專用區（步行街），以西洋菜南街介乎登打士街至亞皆老街為主[9][10]。由於噪音問題長期未得到改善，經油尖旺區議會討論後，行人專用區於2018年8月4日正式取消[11]，最後一個開放行人專用區的周日為7月29日[12]。

## 潮流文化
由於旺角及附近一帶的商店多售賣潮流商品，吸引到不少年輕人聚集（情況類似台北的西門町或東京的原宿）。他們一般會被稱為「MK人」，男的被稱為「MK仔」，女的被稱為「MK妹」或「MK女」，他們的衣著打扮則被稱為「MK Look」，MK即Mong Kok的簡稱。

## 環境
旺角生活環境擠迫，思匯政策研究所曾發表調查報告指出，居民只享有人均0.6平方米，約四分一個廁格的公共空間，遠低於政府訂立的2平方米標準。而香港目前市區人口每人平均只有2.7至2.8平方米的休憩用地，比其他亞洲發達城市如首爾、東京及新加坡的5.8至7.6平方米低，當中貧富地區差距更大，如在山頂、九龍塘及愉景灣等高收入地區，部份居民享有超過8平方米休憩用地。

### 空氣污染
旺角人口密集，交通流量高，舊樓瀕多，加上發展較早兼欠缺妥善規劃，空氣污染問題一直為人詬病，往往評為污染重災區。2008年9月環保團體綠色和平於旺角行人專用區調查發現，可吸入懸浮粒子污染超出世界衞生組織訂出的標準達兩倍，再度引起各界關注。
環境保護署在旺角彌敦道和荔枝角道交界設有路邊空氣質素監測站，每日24小時測量「路邊空氣污染指數」，其後2013年底由空氣質素健康指數取代。

## 事件
- 1984年1月11日，港英政府運輸司增加的士牌費及首次登記稅，即時生效，的士行業無從反對而強烈不滿，全港的士抗議，並於13日發動罷駛遊行，令多處道路擠塞。當晚彌敦道有人鬧事演變為大規模騷亂，甚至搶掠商店，並推倒汽車及縱火，警察發射催淚彈鎮壓，造成28人受傷，並拘捕150人。[17]
- 1980至90年代，旺角彌敦道一帶經常發生持槍／持械行劫案，匪徒尤以金舖為行劫目標。
- 1989年6月7日，發生騷亂事件，事源六四事件發生後，支聯會呼籲在6月7日舉行全港大遊行，並發起罷市、罷工及罷課。但當日凌晨在彌敦道一帶有貨車慢駛遊行，突然有人乘機鬧事，踢打附近鐵閘、打破汽車玻璃等，警方勸喻聚集人士離開，並施放催淚彈，向旺角方向驅散人群。滋事分子仍繼續向警員投擲玻璃樽及放火燒車和垃圾。警方共施放40多枚催淚彈。支聯會於是取消當日遊行及三罷。[18]
- 2008年12月13日下午，一個載有腐蝕性液體的鏹水膠樽，從旺角西洋菜街高處墜下，造成46人受傷送院。在2009年5月16日及6月8日，旺角又再發生同類的空降鏹水彈事件。[19]
- 2014年9月29日凌晨12時左右，雨傘革命示威者佔領旺角近亞皆老街一段彌敦道，並設置物資站及醫療站。10月17日凌晨被警方清場，10月18日再度被示威者佔領。11月25日執行禁制令後已清場，但有示威者流動佔領，形成旺角鳩鳴團[20]。
- 2016年2月7日年廿九晚，有乾濕貨小販開始在西洋菜南街一帶擺賣，其間有市民不滿食環署執法行動，自發保護小販，阻止食環署拘捕小販[21]。翌日年初一晚上十時許，旺角山東街及砵蘭街交界一帶，有10多名小販趁新春假期在後巷擺賣，多名食環署職員在場戒備。其後有十多名以本土民主前線為主的本土派團體人士到場支持小販擺賣與警方衝突，其後演變成騷亂，有警員一度向天開兩槍示警；旺角多個地方先後有人縱火，包括快富街，西洋菜南街近荷李活購物中心同時有多個火源。衝突持續約7小時，早上約8時30分才平息，有37名的人被扣以暴動罪逮捕。示威中，共有124人受傷送院，包括近90名警員及4名記者。時任行政長官梁振英及建制派將事件介定為「暴亂」。 [22][23]

## 學校
- 中華基督教會協和小學
- 塘尾道官立小學
- 聖公會基榮小學
- 優才(楊殷有娣)書院(初小部)
- 志潔學校
- 東華三院羅積裕小學
- 伊利沙伯中學

已結束
- 香港布廠商會公學
- 聖公會諸聖小學

區內名人：
- 前立法會議員游蕙禎
- 林英傑（ 教師 ）
- 司徒婉媚
- 資深旅行家陳溢晃
- 資深堪輿學家司徒健富

## 交通
本區交通極為方便，除港鐵荃灣綫和觀塘綫外，往返港九新界不少主要地區很多時都無須轉乘。途經本區的巴士和小巴路線也特別多。有大量途經彌敦道的路線前往新界西和香港島各區，同時亦有不少途經亞皆老街的路線前往九龍東和將軍澳。專線小巴則以前往九龍內的住宅區如何文田、黃埔、土瓜灣、大角咀為主。紅色小巴亦能直達西貢、香港仔、上水等偏遠地區。本區的深宵交通同樣發達，不少通宵巴士路線會駛經旺角或以旺角為總站，亦有不少紅色小巴及綠色專線小巴通宵服務。

### 主要交通幹道
- 彌敦道
- 旺角道
- 亞皆老街
- 西九龍走廊
- 太子道

## 區議會議席分佈
為方便比較，本表以界限街、東鐵綫、登打士街、渡船街、塘尾道、荔枝角道為範圍。
| 範圍/年度                                    | 2000-2003                          | 2004-2007                  | 2008-2011                  | 2012-2015                  | 2016-2019                        | 2020-2023                        |
| -------------------------------------------- | ---------------------------------- | -------------------------- | -------------------------- | -------------------------- | -------------------------------- | -------------------------------- |
| 界限街、東鐵綫、亞皆老街、彌敦道             | 旺角東選區                         | 旺角東選區                 | 旺角東選區                 | 旺角東選區                 | 旺角東選區                       | 旺角東選區                       |
| 亞皆老街、東鐵綫、窩打老道、登打士街、彌敦道 | 旺角南選區及部分京士柏選區         | 旺角南選區及部分京士柏選區 | 旺角南選區及部分京士柏選區 | 旺角南選區及部分京士柏選區 | 旺角南選區及部分油麻地北選區     | 旺角南選區及部分油麻地北選區     |
| 亞皆老街、彌敦道、登打士街、渡船街           | 富榮選區、 旺角西選區及 旺角中選區 | 旺角西選區                 | 旺角西選區                 | 旺角西選區                 | 旺角西選區                       | 旺角西選區                       |
| 櫻桃街以南、渡船街以西、窩打老道以北         | 富榮選區、 旺角西選區及 旺角中選區 | 富榮選區及富柏選區         | 富榮選區及富柏選區         | 富榮選區及富柏選區         | 富榮選區、富柏選區及部分櫻桃選區 | 富榮選區、富柏選區及部分櫻桃選區 |
| 太子道西、彌敦道、亞皆老街、塘尾道           | 旺角北選區                         | 旺角北選區                 | 旺角北選區                 | 旺角北選區                 | 旺角北選區                       | 旺角北選區                       |
| 界限街、彌敦道、太子道西、塘尾道、荔枝角道   | 大南選區                           | 大南選區                   | 大南選區                   | 大南選區                   | 大南選區                         | 大南選區                         |

註：以上主要範圍尚有其他細微調整（包括編號），請參閱有關區議會選舉選區分界地圖及條目。